# 9413 Eichendorff
9413 Eichendorff (1995 SQ54) là một tiểu hành tinh vành đai chính được phát hiện ngày 21 tháng 9 năm 1995 bởi F. Borngen ở Tautenburg.